# کرل کرل شمالی، نیو ساوت ولز
کرل کرل شمالی (به انگلیسی: North Curl Curl) یک منطقهٔ مسکونی در استرالیا است که در نیو ساوت ولز واقع شده‌است.